# Prinz Eugen (tàu tuần dương Đức)
Prinz Eugen (Vương công Eugène) là một tàu tuần dương hạng nặng thuộc lớp Admiral Hipper đã phục vụ cho Hải quân Đức Quốc Xã trong Chiến tranh thế giới thứ hai. Được xem là một "con tàu may mắn", nó sống sót cho đến hết cuộc chiến tranh, mặc dù chỉ tham gia hai chiến dịch lớn ngoài biển khơi. Con tàu bị chìm sau khi tham gia Chiến dịch Crossroads, cuộc thử nghiệm bom nguyên tử tại đảo san hô Bikini vào năm 1946.

## Thiết kế và chế tạo
Con tàu được đặt tên theo danh tướng Eugène de Savoie-Carignan (Prinz Eugen trong tiếng Đức). Prinz Eugen thuộc một lớp tàu bao gồm năm chiếc, trong đó nó cùng với Admiral Hipper và Blücher được hoàn tất và phục vụ cùng Hải quân Đức trong Thế Chiến II. Nó thuộc về nhóm thứ hai của lớp tàu này, dài hơn và nặng hơn đôi chút so với hai chiếc trước đó. Chiếc thứ tư, Lützow, được bán cho Liên Xô vào năm 1939 trước khi hoàn tất; và một chiếc thứ năm, Seydlitz, được cải biến thành một tàu sân bay nhưng chưa bao giờ hoàn tất.
Trong giai đoạn vạch kế hoạch và thiết kế, nó còn được gọi là "Kreuzer J" (Tàu tuần dương J). Prinz Eugen được đặt lườn vào ngày 23 tháng 4 năm 1936 tại xưởng đóng tàu Krupp Germania ở Kiel. Nó được hạ thủy vào ngày 22 tháng 8 năm 1938 và được đưa ra hoạt động vào ngày 1 tháng 8 năm 1940 với chi phí tổng cộng 104,5 triệu Reichsmark.

## Lịch sử hoạt động

### Các hoạt động ban đầu
Prinz Eugen chịu nhiều lần hư hại trước khi được đưa ra hoạt động. Vào ngày 2 tháng 7 năm 1940, con tàu hư hại nhẹ bởi bom trong cuộc tấn công của Bộ chỉ huy Ném bom Không quân Hoàng gia Anh. Một năm sau, vào ngày 23 tháng 4 năm 1941, nó trúng phải một quả thủy lôi từ tính.

### Chiến dịch Rheinübung
Ngày 24 tháng 5 năm 1941, Prinz Eugen đã cùng chiến đấu với thiết giáp hạm Bismarck trong Trận chiến eo biển Đan Mạch chống lại tàu chiến-tuần dương Anh HMS Hood, bắn trúng nó ba lần và gây một đám cháy lớn. Prinz Eugen cũng gây hư hại cho thiết giáp hạm Anh HMS Prince of Wales, bắn trúng nó bốn lần. Hood bị đánh chìm trong cuộc đối đầu trong khi Prince of Wales bị hư hại, nhưng cũng đã bắn trúng thùng nhiên liệu phía trước của Bismarck, và hải đội Đức vẫn bị các tàu tuần dương hạng nặng Anh dõi theo. Người ta đã đặt nghi vấn liệu Prinz Eugen có bắn trúng Hood hay không, cho rằng Hood không phải là mục tiêu của nó. Tuy nhiên, Paul Schmallenbach, sĩ quan tác xạ của Prinz Eugen đã phản đối những quan điểm trên, xác nhận rằng mục tiêu của Prinz Eugen bao gồm cả Hood. Nhật ký tác chiến của Prinz Eugen, do Thuyền trưởng Brinkmann ghi chép, xác nhận:
Cả hai con tàu đều nổ súng vào Hood. Mệnh lệnh chuyển bằng cờ hiệu của Hạm đội: "Tấn công đối thủ rìa bên trái", không thể thực hiện cho đến sau loạt đạn pháo thứ sáu, chuyển mục tiêu sang chiếc King George. Sau cú bắn trúng lúc 05 giờ 57 phút từ loạt đạn thứ hai của Prinz Eugen, một đám cháy lan rộng nhanh chóng từ cột ăn-ten phía sau được nhìn thấy.
Cuối ngày hôm đó, do bị rò rỉ thất thoát nhiên liệu, Bismarck buộc phải từ bỏ nhiệm vụ cướp tàu buôn, nên Prinz Eugen được cho tách ra hoạt động độc lập một mình trong khi Bismarck quay trở lại Pháp. Prinz Eugen thoát khỏi sự theo dõi của các tàu chiến Anh, hướng về phía Nam để gặp gỡ tàu chở dầu Spichern chuẩn bị cho việc cướp phá Đại Tây Dương sau đó. Sau khi gặp phải vấn đề trục trặc động cơ liên quan đến việc hệ thống chiết tách nhiên liệu của nó hoạt động không tốt ở vùng biển nước ấm, con tàu quay trở về một cảng Pháp vào ngày 29 tháng 5. Sau khi suýt bị nhiều đơn vị hạng nặng của Anh đang truy lùng Bismarck bắt gặp, Prinz Eugen về đến Brest, Pháp vào ngày 1 tháng 6 năm 1941. Cảng này thường xuyên bị máy bay ném bom của Bộ chỉ huy Ném bom Không quân Hoàng gia Anh tấn công, và trong đêm 1 tháng 7, Prinz Eugen trúng một quả bom bên mạn trái phía sau cầu tàu, phát nổ trong trung tâm chỉ huy dàn pháo chính phía trước, làm 60 thành viên thủy thủ đoàn thiệt mạng.

### Chiến dịch Cerberus
Sau khi Bismarck bị mất, Adolf Hitler hủy bỏ mọi hoạt động của hạm tàu nổi tại Đại Tây Dương. Lo ngại một cuộc tấn công của Đồng Minh vào Na Uy, ông muốn mọi tàu chiến chủ lực Đức phải quay trở về vùng biển nhà. Cùng với các thiết giáp hạm Scharnhorst và Gneisenau, Prinz Eugen thực hiện Chiến dịch Cerberus, cuộc vượt qua eo biển Anh Quốc để quay trở về Đức vào ngày 11–12 tháng 2 năm 1942.
Prinz Eugen rời Đức đi Na Uy vào tháng 2 năm 1942. Vào ngày 23 tháng 2, nó trúng ngư lôi phóng từ tàu ngầm Anh HMS Trident, bị phá hủy phần đuôi tàu. Sau khi được sửa chữa đắp vá tạm thời tại Trondheim, chiếc tàu tuần dương quay trở về Kiel vào ngày 16 tháng 5 để chế tạo một đuôi tàu hoàn toàn mới. Prinz Eugen chỉ hoạt động trở lại vào tháng 1 năm 1943. Hai dự định nhằm tái bố trí nó đến Na Uy, nơi nó có thể đe dọa các đoàn tàu vận tải Đồng Minh, bị thất bại; thay vào đó nó được bố trí nhiệm vụ huấn luyện tại vùng biển nhà.

### Bố trí tại biển Baltic
Từ tháng 8 năm 1944 trở đi, Prinz Eugen được bố trí để bắn phá vào lực lượng Xô Viết tập trung dọc theo bờ biển Baltic và để chuyên chở người tị nạn Đức về phía Tây. Ngày 15 tháng 10 năm 1944, nó va chạm với tàu tuần dương hạng nhẹ Leipzig trong hoàn cảnh sương mù nặng tại biển Baltic, hầu như cắt làm đôi con tàu nhỏ hơn. Trong 14 giờ, hai con tàu đã trôi nổi và dính chặt vào nhau trước khi có thể tách rời. Prinz Eugen được sửa chữa tại Gotenhafen (Gdynia), rồi lại tiếp tục nhiệm vụ bắn phá lực lượng Hồng quân Xô Viết trên bộ trong 26 ngày vây hãm Danzig, và di tản người tị nạn Đức. Vào ngày 29 tháng 3 năm 1945, nó rời Gotenhafen lần cuối cùng chất đầy người tị nạn, đến được Swinemünde vào ngày 8 tháng 4. Sau đó con tàu khởi hành đi Copenhagen, đến nơi vào ngày 20 tháng 4 năm 1945. Việc thiếu hụt nhiên liệu khiến cho nó không bao giờ rời cảng nữa.

### Đầu hàng
Vào lúc chiến tranh kết thúc, Prinz Eugen cùng với Nürnberg là hai chiếc tàu tuần dương Đức duy nhất còn hoạt động, và cả hai đã đầu hàng lực lượng Anh tại Copenhagen vào ngày 8 tháng 5 năm 1945. Vào ngày 26 tháng 5, Prinz Eugen rời Copenhagen cùng với Nürnberg để di chuyển đến Wilhelmshaven dưới sự hộ tống của lực lượng Anh. Prinz Eugen đến nơi vào ngày 28 tháng 5, ở lại trong ụ tàu tại đây cho đến tháng 12 năm 1945. Đến ngày 5 tháng 1 năm 1946, nó được trao cho Hải quân Hoa Kỳ như một chiến lợi phẩm.

### USSPrinz Eugen

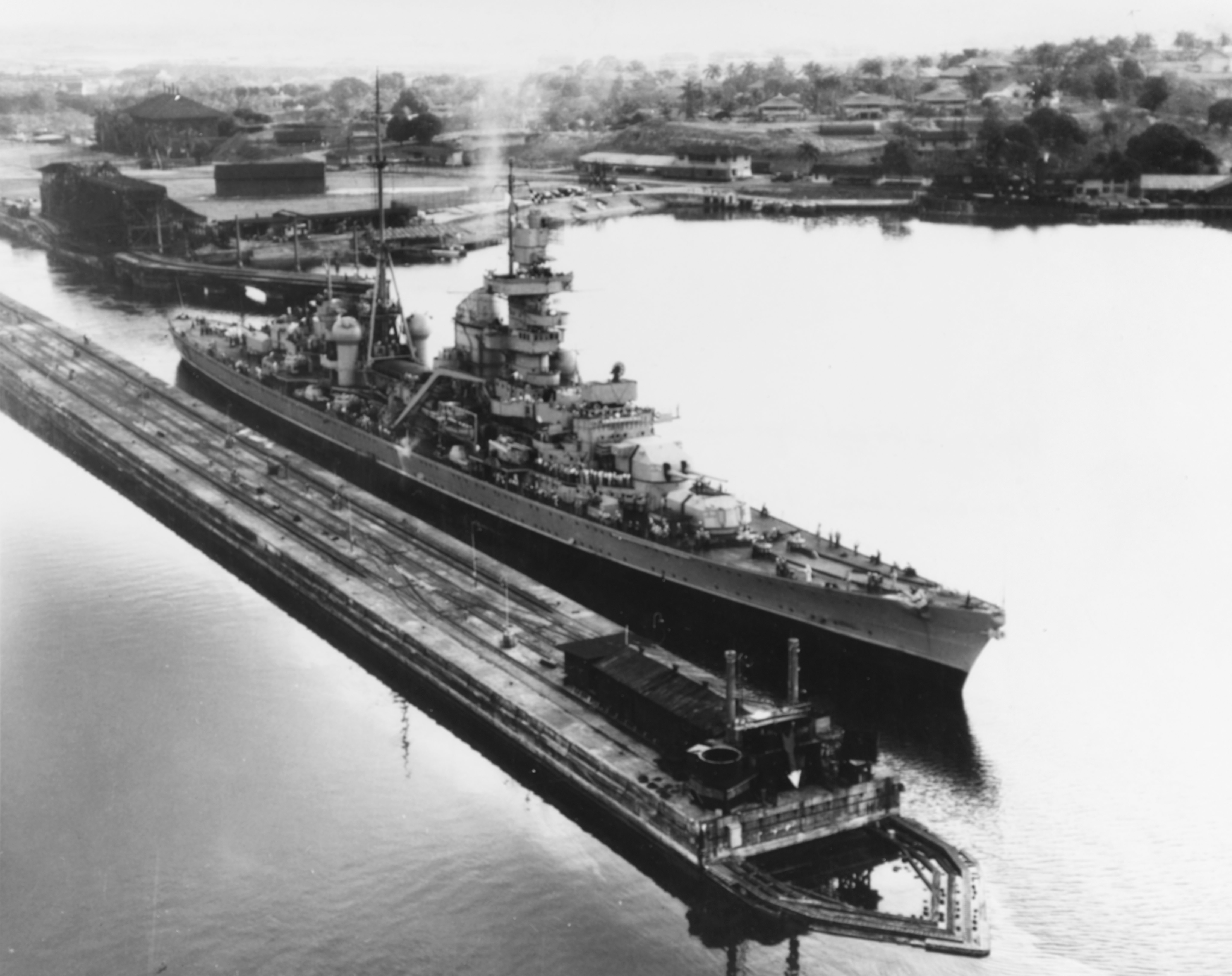
USS Prinz Eugen đi qua kênh đào Panama năm 1946.

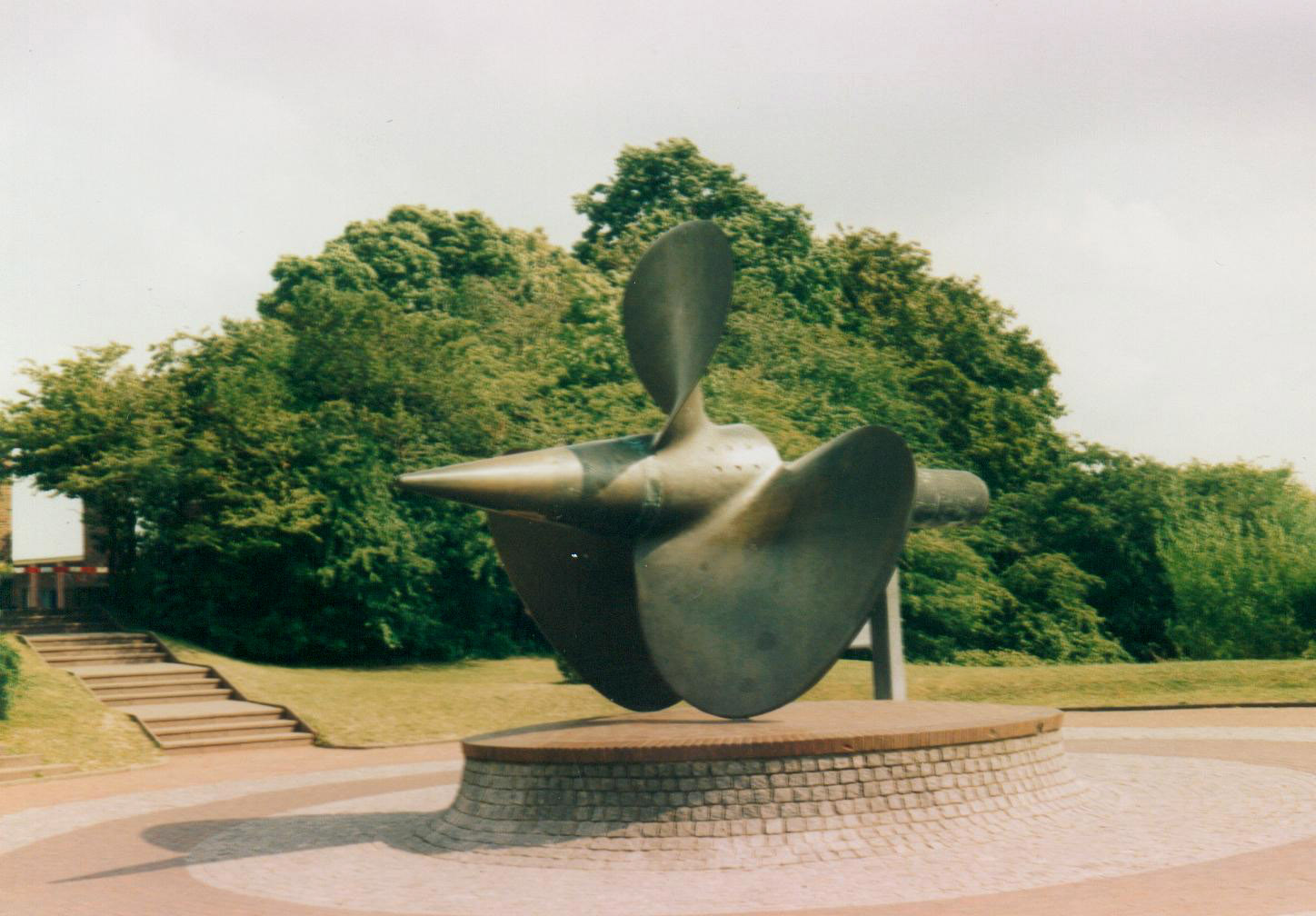
Chân vịt mạn trái của Prinz Eugen tại Đài tưởng niệm Hải quân Đức ở Laboe

Nó được đưa vào biên chế Hải quân Mỹ như một "tàu tiện ích không xếp loại" với ký hiệu USS Prinz Eugen (IX-300). Dàn sonar thụ động GHG rất lớn của nó được tháo dỡ để trang bị cho tàu ngầm Flying Fish nhằm mục đích thử nghiệm. Sau khi được khảo sát và thử nghiệm, nó được phân về hạm đội mục tiêu cho Chiến dịch Crossroads, cuộc thử nghiệm bom nguyên tử tại đảo san hô Bikini. Nó đã sống sót qua các thử nghiệm Able (nổ trên không) và Baker (nổ dưới nước) vào tháng 7 năm 1946, nhưng bị nhiễm phóng xạ nặng đến mức không thể sửa chữa những chỗ rò rỉ. Đến tháng 9 năm 1946, nó được cho kéo đến đảo san hô Kwajalein, và đã bị lật úp vào ngày 22 tháng 12 năm 1946 trên dãi san hô ngầm Enubuj, ở tọa độ 8°45′9,49″B 167°40′59,6″Đ / 8,75°B 167,66667°Đ. Vào năm 1978, chân vịt bên mạn trái của nó được trục vớt và hiện đang được trưng bày tại Đài tưởng niệm Hải quân Đức ở Laboe. Cho đến năm 2010, một phần của xác tàu đắm nổi bên trên mặt nước vẫn còn nhìn thấy được.
Trước khi thử nghiệm bom nguyên tử, quả chuông của con tàu được các thủy thủ Mỹ tháo dỡ. Nó đang được đặt tại gian Chiến tranh Lạnh thuộc Bảo tàng Hải quân ở Xưởng hải quân Washington.

## Truyền thống
Sau khi Áo được sáp nhập với Đức Quốc xã vào năm 1938, một số cựu sĩ quan hải quân Áo được gọi tái ngũ và đã phục vụ cùng hải quân Đức. Việc đặt tên con tàu là nhằm bày tỏ sự tôn vinh đối với truyền thống của Hải quân Áo-Hung. Vào ngày 21 tháng 11 năm 1942, Prinz Eugen được Tùy viên Hải quân Ý tại Berlin trao tặng quả chuông của chiếc thiết giáp hạm dreadnought Áo-Hung SMS Tegetthoff (bị tháo dỡ tại Ý vào năm 1924). Bốn tháp pháo chính của con tàu cũng được đặt tên theo các thành phố của Áo: Graz, Braunau, Innsbruck và Viên (Vienna).